# Семёнов (Волгоградская область)
Семёнов — хутор в Чернышковском районе Волгоградской области.
Входит в состав Тормосиновского сельского поселения.

## История
Хутор Семёнов получил название по фамилии своего основателя.

## География
Хутор Семёнов расположен на юго-западе Волгоградской области примерно в 64 км к югу от посёлка городского типа Чернышковский. Юго-западнее хутора проходит граница с Ростовской областью. Рядом находится Цимлянское водохранилище и Цимлянский заказник. Ближайшие населённые пункты — хутора Комаров, Минаев и Аксенов.

## Население
| 2010 |
| ---- |
| 7    |